# Boucles de la Mayenne 2025
La Boucles de la Mayenne 2025, cinquantesima edizione della corsa e valevole come ventiseiesima prova dell'UCI ProSeries 2025 categoria 2.Pro, si svolse in tre tappe, precedute da un prologo, dal 29 maggio al 1˚ giugno 2025, su un percorso di 545,5 km, con partenza e arrivo a Laval, nel dipartimento della Mayenne, in Francia. La vittoria fu appannaggio del neozelandese Aaron Gate, il quale completò il percorso in 12h41'56", alla media di 42,957 km/h, precedendo i francesi Pierre Latour e Thibaud Gruel.
Sul traguardo di Laval 111 ciclisti, dei 130 partiti dalla medesima località, portarono a termine la competizione.

## Tappe
| Tappa   | Data      | Percorso                                                            | km    | Vincitore di tappa | Leader cl. generale |
| ------- | --------- | ------------------------------------------------------------------- | ----- | ------------------ | ------------------- |
| Prologo | 29 maggio | Espace Mayenne (Laval) > Espace Mayenne (Laval) (cron. individuale) | 5,4   | Thibaud Gruel      | Thibaud Gruel       |
| 1ª      | 30 maggio | Saint-Berthevin > Juvigné                                           | 166   | Pierre Latour      | Thibaud Gruel       |
| 2ª      | 31 maggio | Sainte-Suzanne > Bais                                               | 210,2 | Aaron Gate         | Aaron Gate          |
| 3ª      | 1º giugno | Javron-les-Chapelles > Laval                                        | 163,9 | Marius Mayrhofer   | Aaron Gate          |
| Totale  | Totale    | Totale                                                              | 545,5 |                    |                     |

## Squadre e corridori partecipanti
| N.      | Cod. | Squadra                         |
| ------- | ---- | ------------------------------- |
| 1-6     | XAT  | XDS Astana Team                 |
| 11-16   | DAT  | Decathlon AG2R La Mondiale Team |
| 21-26   | COF  | Cofidis                         |
| 31-36   | EFE  | EF Education-EasyPost           |
| 41-45   | MOV  | Movistar Team                   |
| 51-56   | GFC  | Groupama-FDJ                    |
| 61-66   | IWA  | Intermarché-Wanty               |
| 71-75   | JAY  | Team Jayco AlUla                |
| 81-86   | ARK  | Arkéa-B&B Hotels                |
| 91-96   | Q36  | Q36.5 Pro Cycling Team          |
| 101-106 | TUD  | Tudor Pro Cycling Team          |

| N.      | Cod. | Squadra                           |
| ------- | ---- | --------------------------------- |
| 111-116 | TEN  | TotalEnergies                     |
| 121-126 | LOT  | Lotto                             |
| 131-136 | RKT  | Unibet Tietema Rockets            |
| 141-146 | BBH  | Burgos-Burpellet-BH               |
| 151-156 | CJR  | Caja Rural-Seguros RGA            |
| 161-166 | TFT  | Team Solution Tech-Vini Fantini   |
| 171-176 | WB2  | Wagner Bazin WB                   |
| 181-186 | AUB  | St Michel-Preference Home-Auber93 |
| 191-196 | UCN  | CIC-U-Nantes                      |
| 201-206 | VRR  | Van Rysel Roubaix                 |
| 211-216 | NMC  | Nice Métropole Côte d'Azur        |

## Dettagli delle tappe

### Prologo
- 29 maggio: Espace Mayenne (Laval) > Espace Mayenne (Laval) - Cronometro individuale – 5,4 km

Risultati
| Pos. | Corridore        | Squadra   | Tempo |
| ---- | ---------------- | --------- | ----- |
| 1    | Thibaud Gruel    | Groupama  | 6'46" |
| 2    | Benoît Cosnefroy | Decathlon | a 3"  |
| 3    | Rory Townsend    | Q36.5     | a 6"  |

| Pos. | Corridore        | Squadra   | Tempo |
| ---- | ---------------- | --------- | ----- |
| 1    | Thibaud Gruel    | Groupama  | 6'46" |
| 2    | Benoît Cosnefroy | Decathlon | a 3"  |
| 3    | Rory Townsend    | Q36.5     | a 6"  |

### 1ª tappa
- 30 maggio: Saint-Berthevin > Juvigné – 166 km

Risultati
| Pos. | Corridore     | Squadra       | Tempo    |
| ---- | ------------- | ------------- | -------- |
| 1    | Pierre Latour | TotalEnergies | 3h54'03" |
| 2    | Biniam Girmay | Intermarché   | a 3"     |
| 3    | Paul Penhoët  | Groupama      | s.t.     |

| Pos. | Corridore        | Squadra   | Tempo    |
| ---- | ---------------- | --------- | -------- |
| 1    | Thibaud Gruel    | Groupama  | 4h00'52" |
| 2    | Benoît Cosnefroy | Decathlon | a 3"     |
| 3    | Rory Townsend    | Q36.5     | a 6"     |

### 2ª tappa
- 31 maggio: Sainte-Suzanne > Bais – 210,2 km

Risultati
| Pos. | Corridore     | Squadra       | Tempo    |
| ---- | ------------- | ------------- | -------- |
| 1    | Aaron Gate    | Astana        | 5h07'37" |
| 2    | Pierre Latour | TotalEnergies | s.t.     |
| 3    | Milan Menten  | Lotto         | a 5"     |

| Pos. | Corridore     | Squadra       | Tempo    |
| ---- | ------------- | ------------- | -------- |
| 1    | Aaron Gate    | Astana        | 9h08'31" |
| 2    | Pierre Latour | TotalEnergies | s.t.     |
| 3    | Thibaud Gruel | Groupama      | a 2"     |

### 3ª tappa
- 1º giugno: Javron-les-Chapelles > Laval – 163,9 km

Risultati
| Pos. | Corridore        | Squadra     | Tempo    |
| ---- | ---------------- | ----------- | -------- |
| 1    | Marius Mayrhofer | Tudor       | 3h32'54" |
| 2    | Biniam Girmay    | Intermarché | a 32"    |
| 3    | Bryan Coquard    | Cofidis     | s.t.     |

| Pos. | Corridore     | Squadra       | Tempo     |
| ---- | ------------- | ------------- | --------- |
| 1    | Aaron Gate    | Astana        | 12h41'56" |
| 2    | Pierre Latour | TotalEnergies | a 1"      |
| 3    | Thibaud Gruel | Groupama      | a 3"      |

## Evoluzione delle classifiche
| Tappa              | Vincitore          | Classifica generale Maglia gialla | Classifica a punti Maglia verde | Classifica scalatori Maglia a pois | Classifica giovani Maglia bianca | Classifica a squadre            |
| ------------------ | ------------------ | --------------------------------- | ------------------------------- | ---------------------------------- | -------------------------------- | ------------------------------- |
| Prologo            | Thibaud Gruel      | Thibaud Gruel                     | Thibaud Gruel                   | non assegnata                      | Thibaud Gruel                    | Decathlon AG2R La Mondiale Team |
| 1ª                 | Pierre Latour      | Thibaud Gruel                     | Thibaud Gruel                   | Lenaic Langella                    | Thibaud Gruel                    | Decathlon AG2R La Mondiale Team |
| 2ª                 | Aaron Gate         | Aaron Gate                        | Pierre Latour                   | Lenaic Langella                    | Thibaud Gruel                    | EF Education-EasyPost           |
| 3ª                 | Marius Mayrhofer   | Aaron Gate                        | Pierre Latour                   | Lenaic Langella                    | Thibaud Gruel                    | EF Education-EasyPost           |
| Classifiche finali | Classifiche finali | Aaron Gate                        | Pierre Latour                   | Lenaic Langella                    | Thibaud Gruel                    | EF Education-EasyPost           |

Maglie indossate da altri ciclisti in caso di due o più maglie vinte
- Nella 1ª tappa Benoît Cosnefroy ha indossato la maglia verde al posto di Thibaud Gruel.
- Nella 1ª tappa Noa Isidore ha indossato la maglia bianca al posto di Thibaud Gruel.
- Nella 1ª tappa Rory Townsend ha indossato la maglia rossa.
- Nella 2ª tappa Pierre Latour ha indossato la maglia verde al posto di Thibaud Gruel.
- Nella 2ª tappa Noa Isidore ha indossato la maglia bianca al posto di Thibaud Gruel.

## Classifiche finali

### Classifica generale - Maglia gialla
| Pos. | Corridore         | Squadra       | Tempo     |
| ---- | ----------------- | ------------- | --------- |
| 1    | Aaron Gate        | Astana        | 12h41'56" |
| 2    | Pierre Latour     | TotalEnergies | a 1"      |
| 3    | Thibaud Gruel     | Groupama      | a 3"      |
| 4    | Paul Lapeira      | Decathlon     | a 5"      |
| 5    | Benoît Cosnefroy  | Decathlon     | a 7"      |
| 6    | Rory Townsend     | Q36.5         | a 10"     |
| 7    | Amaury Capiot     | Arkéa         | s.t.      |
| 8    | M. van den Berg   | EF            | a 11"     |
| 9    | Clément Izquierdo | Cofidis       | a 12"     |
| 10   | Anthon Charmig    | Astana        | a 13"     |

### Classifica a punti - Maglia verde
| Pos. | Corridore        | Squadra       | Punti |
| ---- | ---------------- | ------------- | ----- |
| 1    | Pierre Latour    | TotalEnergies | 57    |
| 2    | Biniam Girmay    | Intermarché   | 46    |
| 3    | Marius Mayrhofer | Tudor         | 35    |
| 4    | Paul Lapeira     | Decathlon     | 35    |
| 5    | Rory Townsend    | Q36.5         | 35    |

### Classifica scalatori - Maglia a pois
| Pos. | Corridore            | Squadra   | Punti |
| ---- | -------------------- | --------- | ----- |
| 1    | Lenaic Langella      | U Nantes  | 64    |
| 2    | A. De Marchi         | Jayco     | 24    |
| 3    | Célestin Guillon     | Van Rysel | 20    |
| 4    | Baptiste Veistroffer | Lotto     | 17    |
| 5    | Andreas Stokbro      | Unibet    | 15    |

### Classifica giovani - Maglia bianca
| Pos. | Corridore         | Squadra  | Tempo     |
| ---- | ----------------- | -------- | --------- |
| 1    | Thibaud Gruel     | Groupama | 12h41'59" |
| 2    | Clément Izquierdo | Cofidis  | a 9"      |
| 3    | Logan Currie      | Lotto    | a 19"     |
| 4    | Carlos Canal      | Movistar | a 21"     |
| 5    | Louis Rouland     | Arkéa    | a 24"     |

### Classifica a squadre
| Pos. | Squadra               | Tempo     |
| ---- | --------------------- | --------- |
| 1    | EF Education-EasyPost | 38h06'31" |
| 2    | Cofidis               | a 7"      |
| 3    | XDS Astana Team       | a 8"      |
| 4    | Arkéa-B&B Hotels      | a 11"     |
| 5    | Movistar Team         | a 23"     |